# Lusoni
I Lusoni furono un'antica tribù celtibera della Spagna, che vivevano principalmente nella regione dell'alto corso del Tajuña, più precisamenente il nord-est della provincia di Guadalajara ed il nord-ovest di quella di Teruel. Secondo Strabone vivevano anche presso le sorgenti dell'Ebro e del Tago.

## Localizzazione
Arevaci
     Pelendoni
     Beroni
     Belli
     Titti
     Lobetani
     Lusoni

Mappa con la localizzazione delle tribù Celtibere.
Arevaci
Pelendoni
Beroni
Belli
Titti
Lobetani
Lusoni

Si ritiene che la capitale dei Lusoni fosse Lutia, mentre altre città importanti furono Bursau, Turiasu e Carabis.